# NYボンビー・ガール
『NYボンビー・ガール』（2 Broke Girls）は、マイケル・パトリック・キングとウィットニー・カミングス企画、ワーナー・ブラザース・テレビジョン製作によるアメリカ合衆国のテレビシットコムである。 2011年9月19日から2017年4月17日まで6シーズンがCBSで放送された。

## 内容
貧乏な家庭出身のマックス・ブラック（カット・デニングス）と金持ちに生まれたが無一文となったキャロライン・チャニング（ベス・ベアーズ）の2人組がカップケーキ屋を開業する夢のため、資金集めに奮闘する。

## キャスト

### メインキャスト
- マックス・ブラック - カット・デニングス、日本語吹替 -
- キャロライン・チャニング - ベス・ベアーズ、日本語吹替 -
- アール - ギャレット・モリス（英語版）、日本語吹替 -
- オレグ - ジョナサン・カイト（英語版）、日本語吹替 -
- ハン・リー - マシュー・モイ（英語版）、日本語吹替 -
- ソフィー - ジェニファー・クーリッジ（第2シーズンよりメインに昇格[2]）

### リカーリングキャスト
- ピーチ・ランディス - ブルック・ライオンズ（英語版）（第1シーズン）、日本語吹替 -
- ジョニー - ニック・ザーノ（英語版）（第1-2シーズン）、日本語吹替 -
- アンディ - ライアン・ハンセン（第2シーズン）、日本語吹替 -
- ルイス - フェデリコ・ドレイ（第3シーズン）[3]、日本語吹替 -
- ニコラス - ジル・マリーニ（英語版）（第3シーズン）[4]、日本語吹替 -
- ビーブ - メアリー・リン・ライスカブ（第3シーズン）[4]、日本語吹替 -
- ディーコン・"デケ"・ブロムバーグ - エリック・アンドレ（英語版）（第3シーズン）[5]、日本語吹替 -
- ジョン - パトリック・コックス（第3シーズン）[5]、日本語吹替 -

### 主なゲストキャスト
- 本人役 - マーサ・スチュワート[6]
- マーティン・チャニング - スティーヴン・ウェバー
- ダリウス - セドリック・ジ・エンターテイナー
- 本人役 - 2チェインズ
- チャリティー・チャニング - ミッシー・パイル
- デローレス - デブラ・ウィルソン
- J・ペット - アンディ・ディック（英語版）
- 本人役 - ピアーズ・モーガン
- SFXオペレーター - カイル・ガス

## エピソード一覧
| シーズン | シーズン | エピソード | 米国での放送日 | 米国での放送日 |
| シーズン | シーズン | エピソード | 初回           | 最終回         |
| -------- | -------- | ---------- | -------------- | -------------- |
|          | 1        | 24         | 2011年9月19日  | 2012年5月7日   |
|          | 2        | 24         | 2012年9月24日  | 2013年5月13日  |
|          | 3        | 24         | 2013年9月23日  | 2014年5月5日   |
|          | 4        | 22         | 2014年10月27日 | 2015年5月18日  |
|          | 5        | 22         | 2015年11月12日 | 2016年5月12日  |
|          | 6        | 22         | 2016年10月10日 | 2017年4月17日  |

## 製作
パイロット版の前段階から入札合戦が始まり、2010年12月10日にCBSが契約を交わし、2011年5月13日にシリーズを発注した。本番組は2011-12年のテレビシーズン用にウィットニー・カミングスが企画した2本のうちの1本であり、もう1本はNBCの『Whitney』であった。
2011年2月18日、デニングスが最初のキャストに抜擢された。1週間後の2011年2月25日、オーディションの末にベアーズがキャロライン役を獲得した。残りの主要キャストであるモイ、モリス、カイトは2011年3月16日にキャスティングされた。

## 放送

### 視聴率
シリーズ初回は『チャーリー・シーンのハーパー★ボーイズ』の第9シーズン第1話の後に放送され、1920万人の視聴者を獲得した。これは2001年秋以来のコメディシリーズの初回としては最高の視聴者数である。また18-49歳のアダルト層の視聴率は7.1である。DVRでの視聴者を含めると、初回は2150万人、18-49歳層の視聴率は8.1である。
| シーズン | 話数 | タイムスロット (ET) | 初回           | 初回                     | 最終回        | 最終回                     | テレビシーズン | ニールセン・レイティング | ニールセン・レイティング   | ニールセン・レイティング |
| シーズン | 話数 | タイムスロット (ET) | 放送日         | 初回 視聴者数 （百万人） | 放送日        | 最終回 視聴者数 （百万人） | テレビシーズン | 順位                     | 合衆国 視聴者数 （百万人） | 視聴率 （18-49歳層）     |
| -------- | ---- | --- | -------------- | ------------------------ | ------------- | -------------------------- | -------------- | ------------------------ | -------------------------- | ------------------------ |
| 1        | 24   | 月曜 午後9:30（初回） 月曜 午後8:30 | 2011年9月19日  | 19.37                    | 2012年5月7日  | 8.99                       | 2011-12        | 32                       | 11.29                      | 4.4/11                   |
| 2        | 24   | 月曜 午後9:00 | 2012年9月24日  | 10.14                    | 2013年5月13日 | 8.94                       | 2012-13        | 32                       | 10.63                      | 3.7/9                    |
| 3        | 24   | 月曜 午後9:00（2013年9月23日 - 2013年10月7日） 月曜 午後8:30（2013年10月14日 - 2014年3月31日） 月曜 午後8:00（2014年4月7日 - シーズン最終回）  | 2013年9月23日  | 8.88                     | 2014年5月5日  | 6.49                       | 2013-14        | 37                       | 8.98                       | 3.8/10                   |
| 4        | 22   | 月曜 午後8:00 | 2014年10月27日 | 8.43                     | 2015年5月18日 | 7.56                       | 2014-15        | 48                       | 9.14                       | 2.6                      |
| 5        | 22   | 木曜 午後9:30（2015年11月12日 - 2015年12月17日） 水曜 午後8:00（2016年1月6日 - 2016年2月10日） 木曜 午後9:30（2016年2月18日 - シーズン最終回） | 2015年11月12日 | 6.34                     | 2016年5月12日 | 6.99                       | 2015-16        | 54                       | 8.06                       | 2.3                      |
| 6        | 22   | 月曜 午後9:00（2016年10月10日 - 2017年1月23日） 月曜 午後9:30（2017年2月6日 - 最終回）                                                         | 2016年10月10日 | 6.36                     | 2017年4月17日 | 4.57                       | 2016-17        | 52                       | 7.03                       | 1.8/6                    |

### 国際放送
| 国           | 放送局                              | 初回放送日                   |
| ------------ | ----------------------------------- | ---------------------------- |
| ブラジルの旗 | ワーナー・チャンネル SBT            | 2011年10月25日 2013年5月21日 |
| [ 37 ]       | City                                | 2011年9月19日                |
| [ 38 ]       | OCS Happy                           | 2012年9月30日                |
| [ 39 ]       | プロジーベン                        | 2012年8月28日                |
| [ 40 ]       | RTÉ Two                             | 2012年1月19日                |
| [ 41 ]       | Comedy Central Israel               | 2012年3月10日                |
| [ 42 ]       | FOXインターナショナル・チャンネルズ | 2013年10月16日               |
| [ 43 ]       | E4 /チャンネル4                     | 2012年4月19日                |